# Alert (Nunavut)
Alert, localizado na de região de Qikiqtaaluk, Nunavut, Canadá, é o lugar permanentemente habitado mais setentrional do planeta. Com as coordenadas 82° 28′ N, 62° 30′ O, fica aproximadamente 10 km a oeste do Cabo Sheridan, a ponta nordeste de Ilha Ellesmere, na orla do mar de Lincoln (gelado). Alert está a pouco mais de 817 km (507 milhas) do Polo Norte. O nome Alert vem do navio HMS Alert, que em 1875 fez uma expedição bem sucedida na região.
Alert teve 5 habitantes permanentes registrados no censo de 2011. Em 2016, um novo censo apontou aumento significativo na população, com 62 habitantes registrados. Alert também tem muitos habitantes temporários e tem uma rádio militar, unidade receptora da Estação de Forças do Canadá (CFS Alert).
A região é cercada por um terreno inóspito de colinas e vales. A orla está principalmente composta de lousa e xisto, e o mar é coberto com gelo durante o ano todo. O clima local é realmente semiárido. Porém, taxas de evaporação também são muito baixas. Há sol da meia-noite da última semana de março até ao meio de setembro e o Sol está acima da linha do horizonte do meio de abril a agosto. Do meio de outubro até ao fim de fevereiro o Sol não surge sobre o horizonte e há 24 horas por dia de escuridão do fim de outubro até meio de fevereiro.
Sir George Nares foi o primeiro em alcançar o extremo norte da Ilha Ellesmere; ele chegou a Alert entre 1875–1876. A estação meteorológica foi estabelecida em 1950, e a estação militar em 1958.
Outros lugares na Ilha Ellesmere são a base de pesquisa em Eureka e a comunidade de Inuit de Grise Fiord.
A cidade do Canadá mais próxima de Alert é Yellowknife, Territórios do Noroeste, que está a 1.824 km de distância. Já a capital mais próxima é Nuuk, Groenlândia, não a capital canadense Ottawa.